# Puig la Ponça
El Puig la Ponça és una muntanya de 337 metres que es troba al municipi d'Artés, a la comarca catalana del Bages.